# Пелий (Хаония)
Пелий, также Пеллий или Пелиум (греч. Πήλιον, Πέλλιον или Πήλεον) — это укреплённое поселение греческого хаонийского племени дассаретов, располагавшееся на месте современного Горна Горицы, в Албании, на древней границе между Эпиром и Иллирией. Позднее Пелиум использовался как македонская приграничная крепость. В 335 году до. н. э., сразу после битвы при Пелиуме, он был занят дарданцами под предводительством Клита, сражавшегося вместе с Главкием против Александра Великого.